# Georg Hauger (Militär)

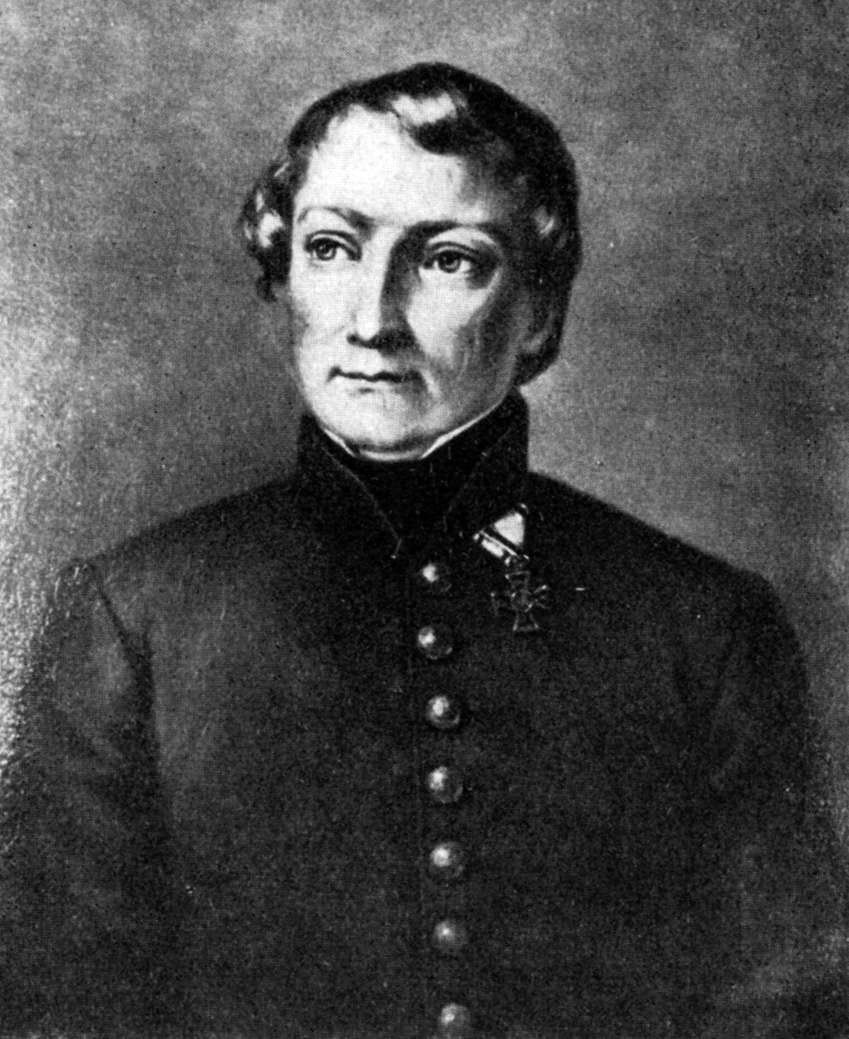
Georg Hauger

Georg Hauger (* 23. Januar 1792 in Freiburg im Breisgau; † 13. November 1859 in Wien) war eine Militärperson im Tiroler Volksaufstand von 1809 und nachfolgenden Auseinandersetzungen im Alpenraum. Im Jahr 1823 war er für die Überführung der Gebeine Andreas Hofers von Mantua nach Innsbruck verantwortlich.

## Leben
Hauger studierte ab 1808 an der Universität in Freiburg und schloss sich im Juli 1809 im Zuge der tirolischen Volkserhebung Freikorps von Ferdinand von Luxheim an. In Lienz nahm Hauger im August 1809 im Kampf um die Lienzer Klause teil, dessen erfolgreicher Ausgang dem damals 17-jährigen zugeschrieben wird. Eine entscheidende Szene des Kampfes wurde noch im selben Jahr von Albin Egger in dem Gemälde Das Kreuz festgehalten. Im September 1809 gehörte Hauger dem durch von Luxheim zusammengestellten Erzherzog-Johann-Freikorps an, gegen Ende des Jahres wurde er nach Kärnten verschlagen und kehrte schließlich nach Freiburg zurück. Da er in Baden wegen seiner Beteiligung an den Kämpfen in Tirol verfolgt wurde, flüchtete er erst nach Rheinfelden, später nach Wien, wo er bis 1812 in einer chemischen Fabrik arbeitete.
1813 kam er erneut nach Tirol, um sich an Kämpfen dort zu beteiligen. Am 26. September 1813 geriet er in bayerische Gefangenschaft. Bis 1814 saß er in München im Kerker, danach trat er als Kadett in ein bayerisches Jägerbataillon ein, mit dem er 1814/15 in Frankreich kämpfte. 1816 wechselte er nach Tirol zum Kaiserjäger-Regiment, das in der damals österreichischen Lombardei diente. 1822 wurde er zum Leutnant befördert.
Beim Rückmarsch der Kaiserjäger von Neapel nach Tirol kam Hauger am 9. Januar 1823 nach Mantua, wo Andreas Hofer im Jahr 1810 erschossen und begraben worden war. Hauger ließ sich von einem Knecht die Grabstelle Hofers zeigen und anschließend die Gebeine Hofers bergen und über Trient und Bozen nach Innsbruck bringen, wo sie in der Hofkirche beigesetzt wurden. Die Bergung der Gebeine wurde vom Hofkriegsrat allerdings als „eigenmächtiges Vorgehen“ eingeschätzt und später mit Disziplinarverfahren verfolgt, die jedoch keine Strafen mehr zur Folge hatten, da alle Beteiligten zu diesem Zeitpunkt bereits vom Militärdienst ausgeschieden waren.
Hauger war am 18. Oktober 1830 in den zivilen Staatsdienst übergetreten und zunächst Grenzwachkommissär in Unterinntal, später Strafhausverwalter in Laibach, Linz und Leopoldstadt.
Er trat bei der Revolution von 1848 nochmals in Erscheinung, als er den Ausbruch von Strafgefangenen verhinderte. 1856 trat er in den Ruhestand. Nach seinem Tod 1859 wurde er zunächst auf dem Sankt Marxer Friedhof in Wien beigesetzt, seine Gebeine wurden 1935 in die Innsbrucker Hofkirche überführt und neben dem Grab Andreas Hofers bestattet.
Georg Hauger war seit 1831 mit Margarethe Edle von Eghen-Thurnstein (1809–1886) verheiratet und hatte zehn Kinder.
Im Jahr 1940 wurde in Wien-Simmering (11. Bezirk) die Haugerstraße nach ihm benannt.